# 霞浦劇場
霞浦劇場（かほげきじょう）は、かつて存在した日本の映画館である。1927年（昭和2年）6月、茨城県新治郡土浦町（現在の同県土浦市）に新築・開館した。同館の経営者は、1982年（昭和57年）に同館の近隣に土浦ピカデリー（つちうらピカデリー）2スクリーンを開館、経営した。
本項では、上記2館に加えこれらを経営した有限会社土浦ピカデリーについても扱う。

## 沿革
- 1927年6月 - 茨城県新治郡土浦町（現在の同県土浦市）に霞浦劇場を新築・開館[10]
- 1982年 - 同市内に土浦ピカデリー2スクリーンを開館[10]
- 2003年2月 - 霞浦劇場を閉館[10]
  - 同年9月 - 霞浦劇場を取壊し[10]
- 2005年 - 土浦ピカデリーを休館
- 2008年6月 - 土浦ピカデリーを取壊し

## データ
- 所在地 : 茨城県新治郡土浦町東崎町744番地[3]
  - 現在の同県土浦市中央2丁目4番16号[7][8]

北緯36度4分59.7秒 東経140度12分11.37秒 / 北緯36.083250度 東経140.2031583度
- 支配人 : 前田祐一[7][8][10]
- 経営 : 有限会社土浦ピカデリー[7][8]
- 構造 : 木造二階建（のちに1階のみ使用[7][8][10]）
- 観客定員数 : 941名（1942年[3]・1943年[4]）、650名（1階席のみ、1993年[7]・1994年[8]・2003年[10]）

## 概要
1927年（昭和2年）6月、茨城県新治郡土浦町東崎町744番地（現在の同県土浦市中央2丁目4番16号）に木造二階建の劇場として新築、開館した。当初の館主は内村茂、興行主は前田吟一郎、配給系統は帝国キネマ演芸の作品を上映した。
同館が建つ前、大正時代には小野座（のちの土浦日活劇場、経営・水野好雄、本町801番地）だけしか存在せず、追って1926年（大正15年）、明治館（のちの土浦劇場、経営・小島定次郎、匂町3135番地）が開館、それぞれ帝国キネマ演芸および日活、松竹キネマおよびマキノ・プロダクションの作品を上映した。霞浦劇場が開館した後、1930年（昭和5年）に発行された『日本映画事業総覧 昭和五年版』によれば、霞浦劇場が帝国キネマ演芸、中央劇場（小野座）がマキノ・プロダクション、土浦劇場（明治館）が松竹キネマおよび日活と、名称も変えて配給系統も変わっている。
1940年（昭和15年）11月3日、市制が敷かれ土浦町は土浦市になり、第二次世界大戦が始まる前までには、同館、土浦映画劇場（土浦劇場、経営・小島榮）、大都座（小野座、経営・小口信二）のほかに、土浦東宝映画劇場（のちの土浦東映劇場、仲町650番地、経営・渡邊福一）が開館して市内は4館になっている。この時代の同館の館主は内村金三、興行主は引き続き前田吟一郎であった。
戦後の同市内の映画館は、戦前からの同館、土浦劇場、小野座、銀映座（のちの土浦東映劇場）に加えて、1953年（昭和28年）10月に荒川沖映画劇場（荒川沖684番地）にあらたに開館したほか、1954年（昭和29年）までには土浦大映劇場（のちのテアトル土浦、朝日町）、その後に祇園会館（現在の土浦セントラルシネマズ、川口町）ができて、1957年（昭和32年）までに7館を数えた。このころの同館の配給系統は、松竹系であった。
1982年（昭和57年）、霞浦劇場の経営者・前田一郎は、同市内の同町内（中央2丁目5番1号）に土浦ピカデリー1・2（2スクリーン）を開館、これを機に経営会社名を有限会社土浦ピカデリーとした。『映画年鑑 1993』ならびに『映画年鑑 1994』の別冊映画館名簿によれば、当時の同市内の映画館は、霞浦劇場および土浦ピカデリー1・2のほか、土浦東映劇場（中央2丁目3番7号、経営・株式会社小口商事）、テアトル土浦・土浦プラザ（桜町3丁目4番4号、経営・土浦映画チェーン株式会社）、シアター505（川口1丁目3番304号、経営・同）、土浦セントラルシネマ（当時の名称、4スクリーン、川口1丁目11番5号、経営・有限会社T.R.E.）の11館だった。このころは、霞浦劇場はピンク映画中心、土浦ピカデリー1は松竹系、同2では洋画系の映画館であった。
2003年（平成15年）2月、霞浦劇場を閉館、同年9月には築76年の同建築物を取壊し、更地に戻した。2005年（平成17年）、土浦ピカデリーを休館、同2をライブハウス「Studio Circus」に改装して営業したが、2008年（平成20年）6月には取壊し、駐車場になった。2016年（平成28年）現在、同市内の映画館は、土浦セントラルシネマズ（4スクリーン）と、イオンモール土浦内にシネマコンプレックスのシネマサンシャイン土浦がある。

## 土浦ピカデリー
有限会社土浦ピカデリー（つちうらピカデリー）は、日本の映画興行会社である。かつて存在した霞浦劇場、土浦ピカデリー1・2の2サイト3スクリーンを経営した。同社が1982年（昭和57年） - 2005年（平成17年）の時期に経営した映画館土浦ピカデリー1・2の詳細は、下記の通り。
- 所在地 : 茨城県土浦市中央2丁目5番1号
北緯36度4分59.22秒 東経140度12分14秒 / 北緯36.0831167度 東経140.20389度
- 支配人 : 前田祐一[7][8][10]
- 経営 : 有限会社土浦ピカデリー[7][8]
- 構造 : 鉄筋コンクリート二階建[7][8]
- 観客定員数 : 
  1.  : 220名（1993年[7]・1994年[8]） - 松竹系
  2.  : 180名（1993年[7]・1994年[8]） - 洋画系

### 主な上映作品
出典の見られる主な作品。
- 男はつらいよ 寅次郎あじさいの恋（松竹、1982年8月7日封切）[17]
- ホーホケキョ となりの山田くん（松竹・スタジオジブリ、1999年7月17日封切）[18]
- 金田一少年の事件簿2 殺戮のディープブルー（東映、1999年8月21日封切）[19]
- サクラ大戦 活動写真（東映、2001年12月22日封切）[20]
- リベリオン（アミューズピクチャーズ、2003年3月29日封切）[21]
- TAXi3（アスミック・エース、2003年5月17日封切）[22]
- 黄金の法 エル・カンターレの世界観（東映、2003年10月18日封切）[23]
- HAZAN（桜映画社、2003年10月18日 - 11月21日上映）[24]